# Gabriel Pontremoli
Gabriel Pontremoli (ebraico:גבריאל פונטרמולי; Casale Monferrato, XVII secolo – Torino, XVIII secolo) è stato un poeta, rabbino e scrittore italiano, Gran Rabbino di Torino a partire dal 1714.

## Biografia
Rabbì Gavri’èl Pontremoli, detto anche Gabriel Pontremoli nacque a Casale Monferrato da Aron Moisè Pontremoli, anch'egli rabbino, esponente di una  famiglia di mercanti, originaria dello stato romano, che nel XV secolo si era insidiata nella cittadina di Pontremoli. A seguito degli studi religiosi incominciò l'attività rabbinica, proseguendo la tradizione di famiglia che in seguito ha dato innumerevoli e rabbini tra cui Hiyya Pontremoli, Benjamin Pontremoli, Eliseo Pontremoli ed Esdra Pontremoli.
Fu a capo della Yeshivà di Casale Monferrato, e partire dal 1714 divenne Rabbino Capo di Torino. Oltre alle sue conoscenze di Talmùd e di Poseqìm, fu anche grande conoscitore della Kabbalà.
Fu fermo oppositore degli epigoni del sabbatianesimo, ed ebbe in particolar modo un ruolo nella controversia contro Nechemyà Hayun. Alcuni suoi responsi compaiono nelle opere di autori a lui contemporanei, fra i quali il , mentre altri rimasero manoscritti, compresi quelli composti in italiano.

## Opere (parziale)
- Gabriel Pontremoli, “Pàchad Itzchàq”, XVIII secolo, Torino